# Erythrophleum chlorostachys
Erythrophleum chlorostachys är en ärtväxtart som först beskrevs av Ferdinand von Mueller, och fick sitt nu gällande namn av Henri Ernest Baillon. Erythrophleum chlorostachys ingår i släktet Erythrophleum och familjen ärtväxter. Inga underarter finns listade i Catalogue of Life.